# 柔叶同叶藓
柔叶同叶藓（学名：Isopterygium tenerum）为灰藓科同叶藓属下的一个种。